# Stora Mellösa landskommun
Stora Mellösa landskommun var en tidigare kommun i Örebro län.

## Administrativ historik
Kommunen inrättades i Stora Mellösa socken i Askers härad i Närke när 1862 års kommunalförordningar trädde i kraft.
Vid kommunreformen 1952 gick den tidigare kommunen Norrbyås upp i Stora Mellösa.
1971 gick den i sin helhet upp i Örebro kommun.

## Kommunvapnet 1952-1970

Kommunkoden 1952-1970 var 1806.

### Kyrklig tillhörighet
I kyrkligt hänseende tillhörde kommunen Stora Mellösa församling. Den 1 januari 1952 tillkom Norrbyås församling.

## Geografi
Stora Mellösa landskommun omfattade den 1 januari 1952 en areal av 136,85 km², varav 136,00 km² land. Efter nymätningar och arealberäkningar färdiga den 1 januari 1960 omfattade landskommunen den 1 november 1960 en areal av 138,62 km², varav 138,42 km² land.

### Tätorter i kommunen 1960
I Stora Mellösa landskommun fanns del av tätorten Odensbackena, som hade 46 invånare i kommunen den 1 november 1960. Tätortsgraden i kommunen var då 1,7 procent. Orten Stora Mellösa blev tätort 1965.

## Politik

### Mandatfördelning i valen 1938-1966
| 7 | 5 | 8 | 5 |

| 24 |

| 8 | 5 | 7 | 5 |

| 25 |

| 7 | 7 | 7 | 4 |

| 25 |

| 12 | 9 | 10 | 4 |

| 34 |

| 11 | 9 | 9 | 6 |

| 34 |

| 10 | 11 | 8 | 6 |

| 34 |

| 11 | 11 | 8 | 5 |

| 31 |

| 10 | 11 | 8 |  | 5 |

| 32 |